# Giancarlo Pasquini (politico)
Giancarlo Pasquini (Bologna, 20 ottobre 1937) è un politico italiano.

## Biografia
È stato presidente di Legacoop dal 1992 al 1996. Quell'anno infatti fu eletto al Senato e aderì al gruppo Sinistra Democratica. Riconfermato nel 2001 con i DS, restò a palazzo Madama fino al 2006.